# Alfa Romeo Tonale
De Alfa Romeo Tonale is een kleine luxe Cross-over SUV (C-segment) geproduceerd door de Italiaanse autofabrikant Alfa Romeo. Het model werd geïntroduceerd in februari 2022. Het is de kleinste SUV die door het merk op de markt werd gebracht en het eerste nieuwe model dat het merk in zes jaar introduceerde. De Tonale werd vernoemd naar de Tonale-bergpas in Noord-Italië.
In de Verenigde Staten en Canada wordt de auto in licht gewijzigde vorm op de markt gebracht als de Dodge Hornet.

## Overzicht
De productieversie was oorspronkelijk gepland voor 2021, maar werd uitgesteld tot 2022 omdat het management van Alfa Romeo een beter rijbereik en betere prestaties eiste van de aandrijflijn. Ook was er het wereldwijde tekort aan halfgeleiders dat de planning in de war stuurde.
De Tonale werd ontwikkeld in de periode dat Fiat Chrysler Automobiles nog de moedergroep was. De basis wordt gevormd door een sterk gewijzigde versie van het SCCS-crossoverplatform dat wordt gedeeld met de Jeep Compass. Het is ook de eerste Alfa Romeo die is uitgerust als optionele plug-inhybride.
Alle versies van de Tonale zijn net als de Stelvio en Giulia uitgerust met een 31 cm digitaal infotainmentcluster en een 26 cm infotainmentscherm dat draait op een Uconnect 5-softwaresuite die Amazon Alexa ondersteunt. De Tonale krijgt een NFT die gegevens over de levenscyclus, zoals de onderhoudsgeschiedenis, van de auto registreert. Volgens Alfa Romeo zal de NFT een certificaat genereren dat kan helpen de restwaarde van de auto op peil te houden.

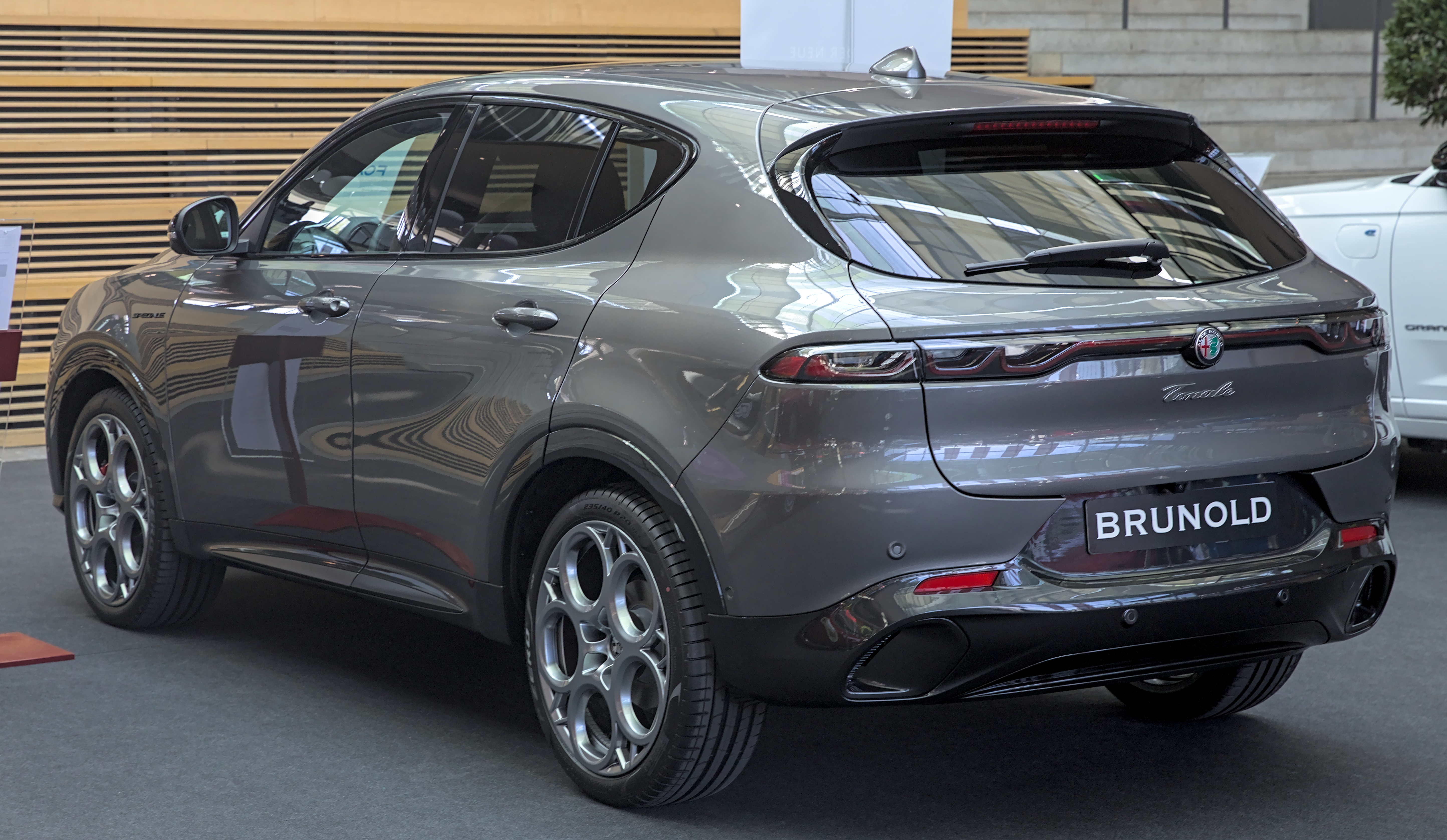
Achteraanzicht
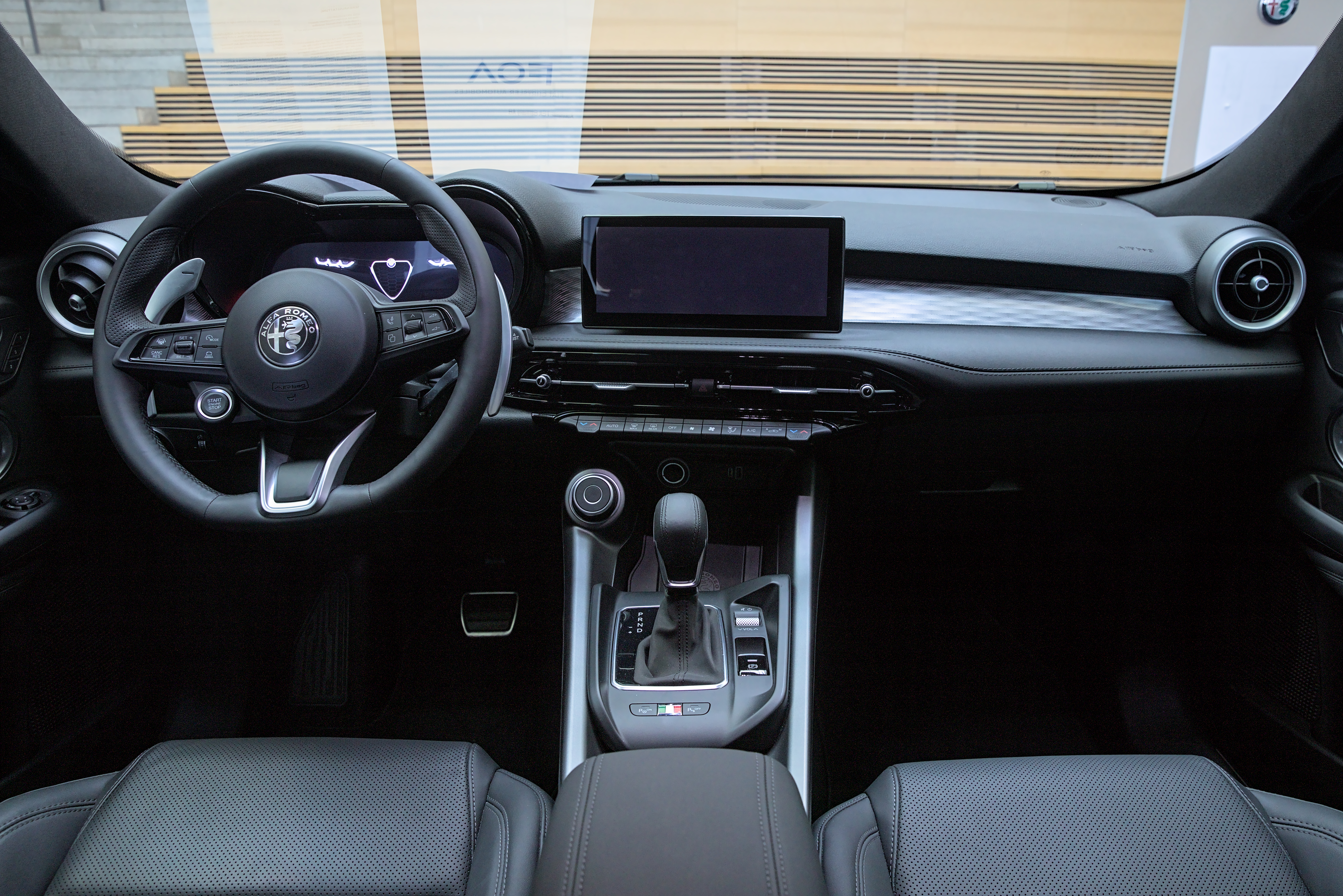
Interieur

## Conceptversie
De Tonale Concept werd in maart 2019 onthuld op de Autosalon van Genève. Hij heeft een plug-inhybride (PHEV) aandrijflijn van de Jeep Renegade, voorzien van een voorin gemonteerde 1,3 liter benzinemotor en een achterin gemonteerde elektromotor. De Tonale heeft de bekende DNA-keuzeschakelaar van Alfa Romeo met modi: Dual Power-modus voor maximale prestaties, Natural-modus voor dagelijks gebruik en Advanced Efficiency-instelling gebruiken alleen elektrische aandrijving. Een E-mozione-knop op het aanraakscherm past de instellingen van gasrespons, remrespons en het stuurgevoel verder aan.
De voorkant van de auto heeft drie-plus-drie led-koplampen die doen denken aan die van de SZ en Brera uit de eerste jaren van deze eeuw.

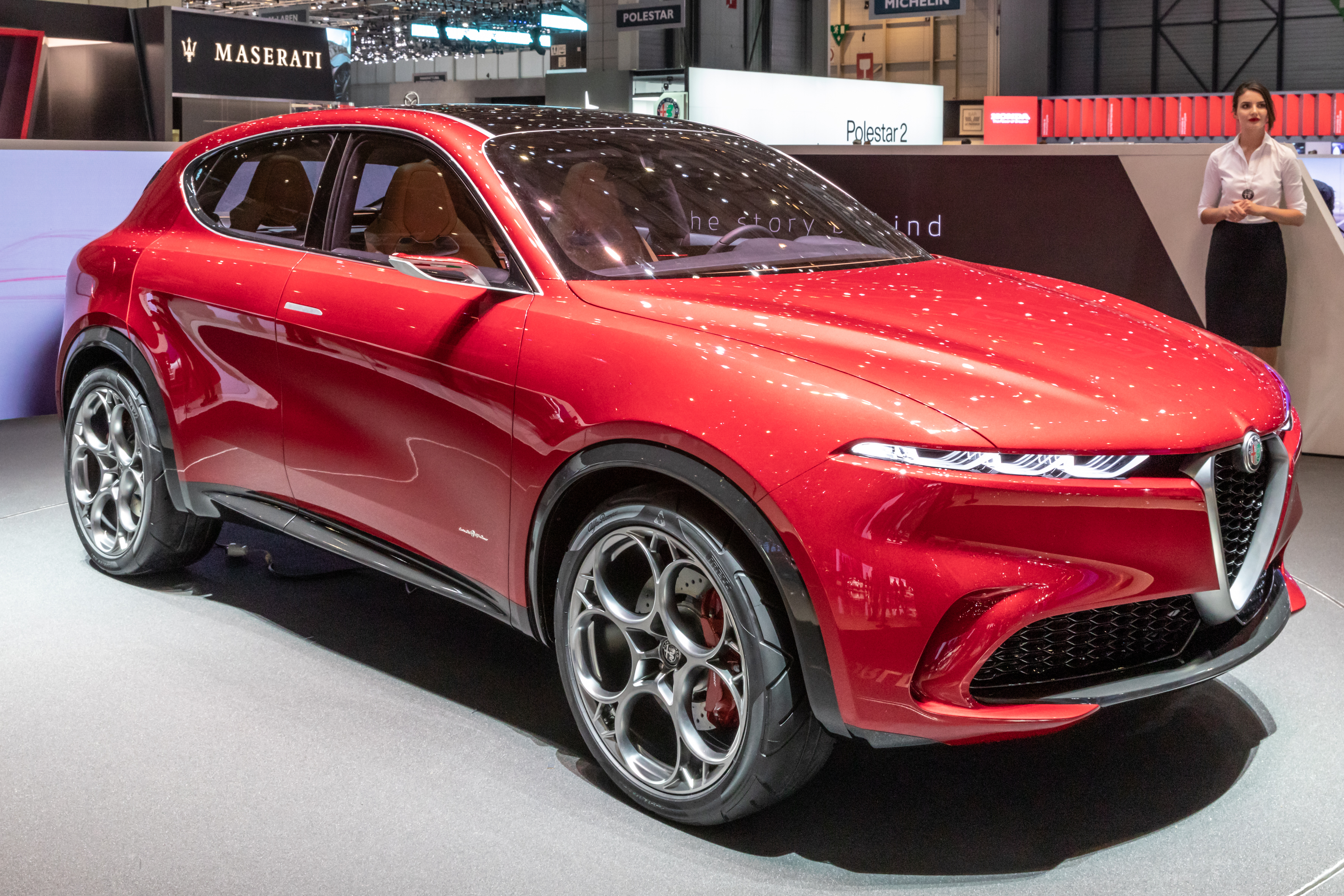
Vooraanzicht
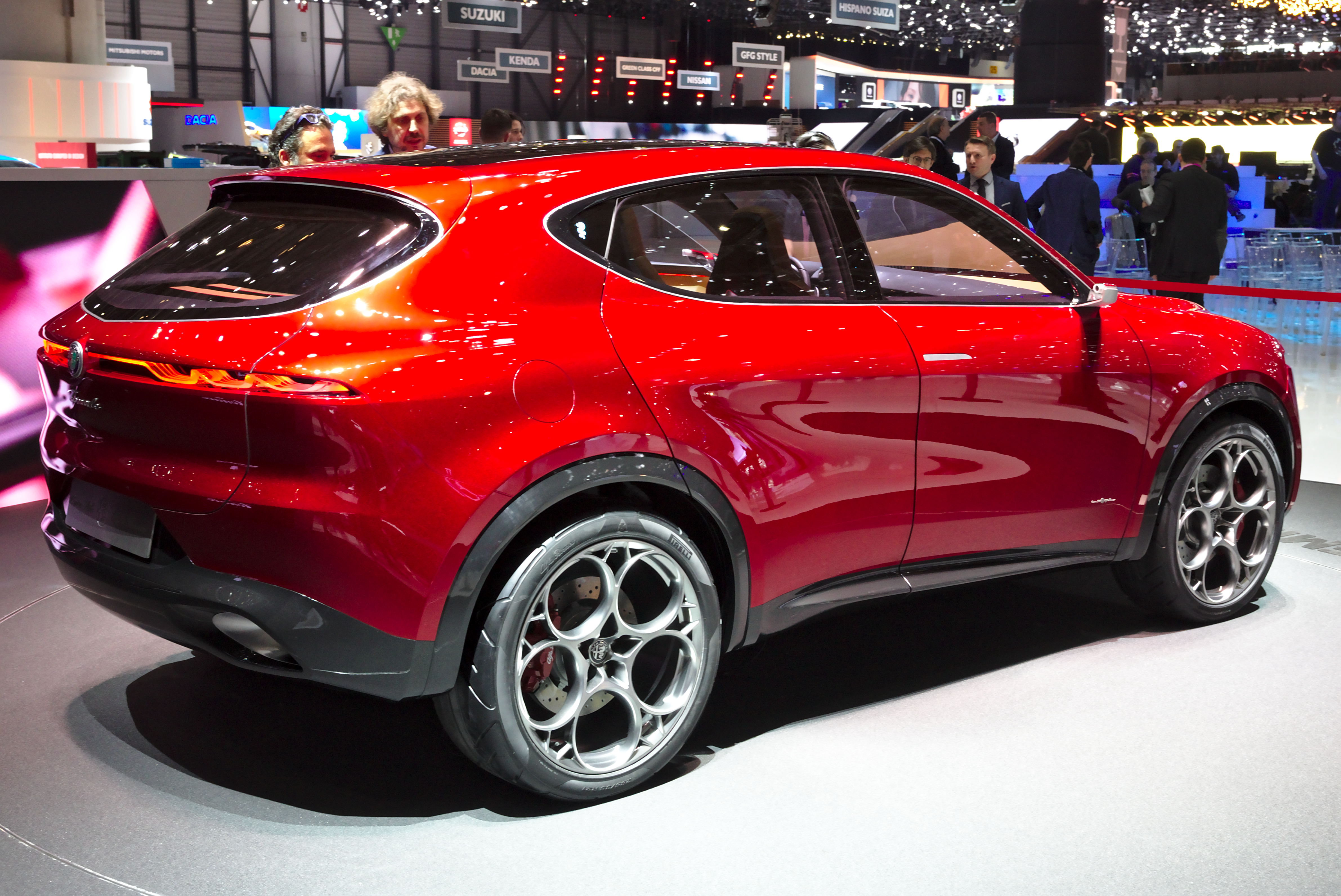
Achteraanzicht
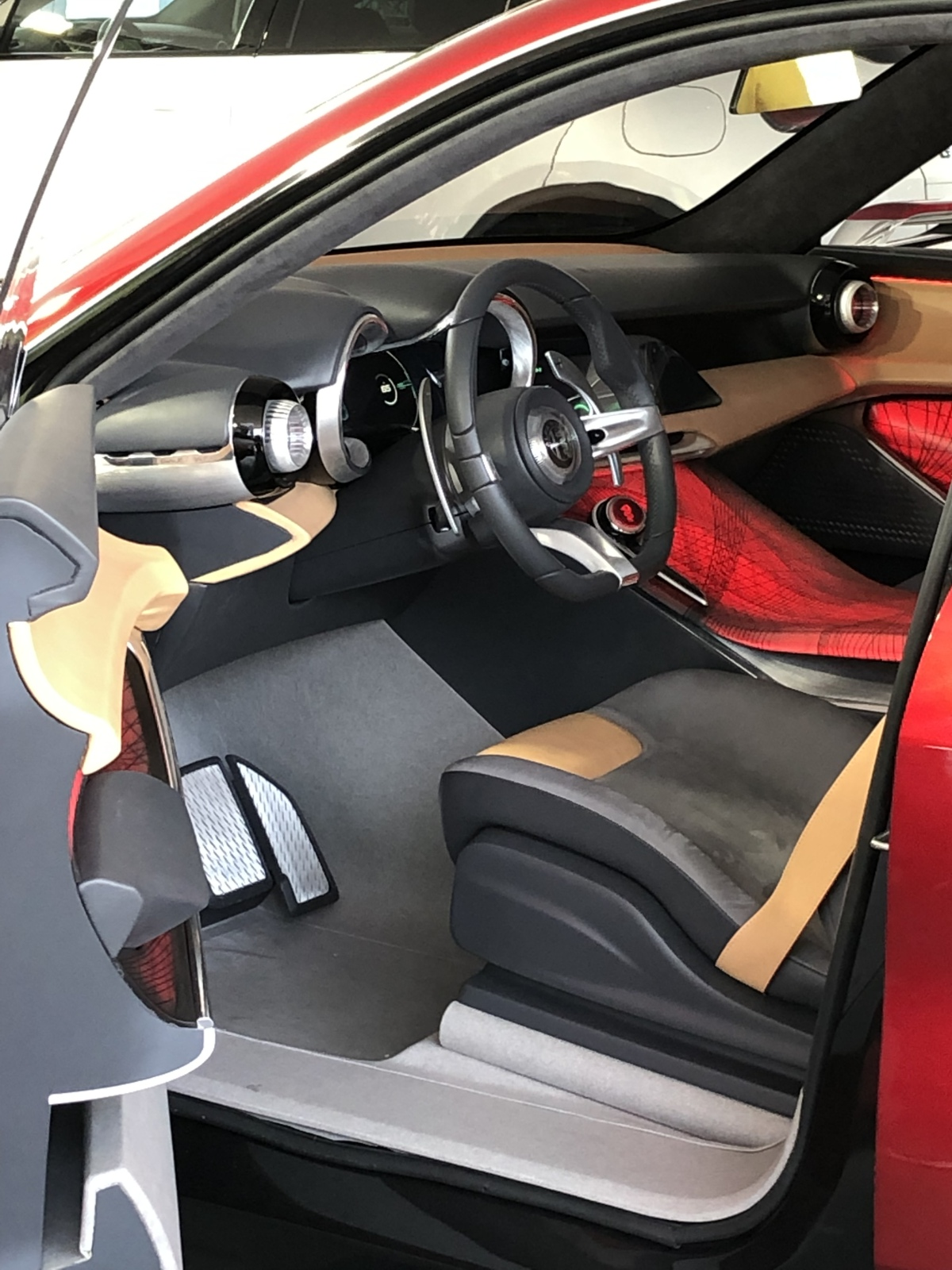
Interieur

## Dodge Hornet
De Tonale werd in 2022 als Dodge Hornet uitgebracht op de Amerikaanse en Canadese markt. Het is de eerste compacte SUV van Dodge sinds de stopzetting van de Dodge Nitro in 2011. Vergeleken met de Tonale heeft de Hornet een nieuwe voorkant en gewijzigde koplampen en achterlichten. De Hornet is beschikbaar met twee aandrijflijnen: een klassieke aandrijflijn met een 2.0-liter viercilinder turbomotor of een plug-inhybride aandrijflijn met een 1,3-liter viercilinder turbomotor. Een dieselversie wordt niet aangeboden.

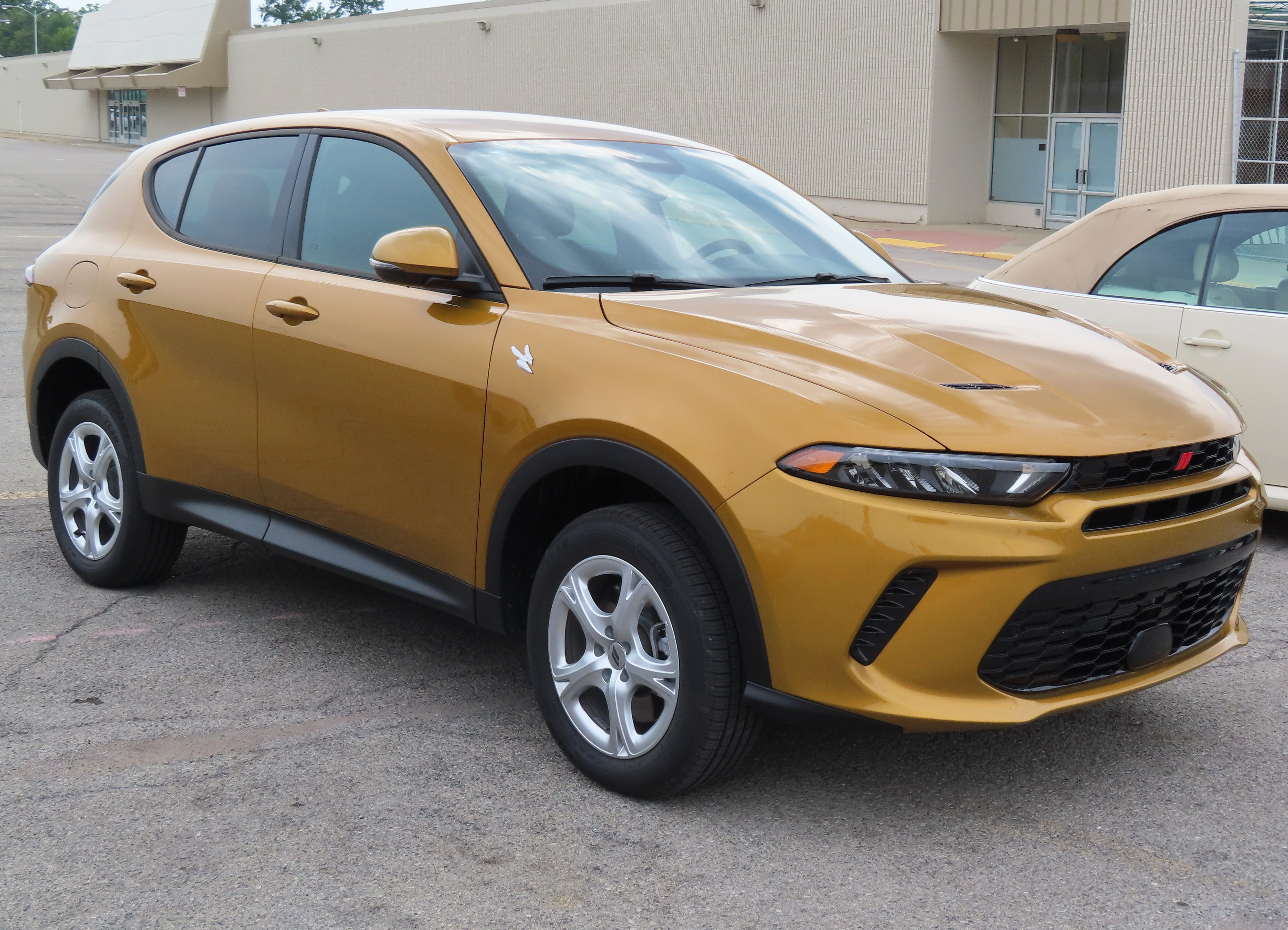
Vooraanzicht
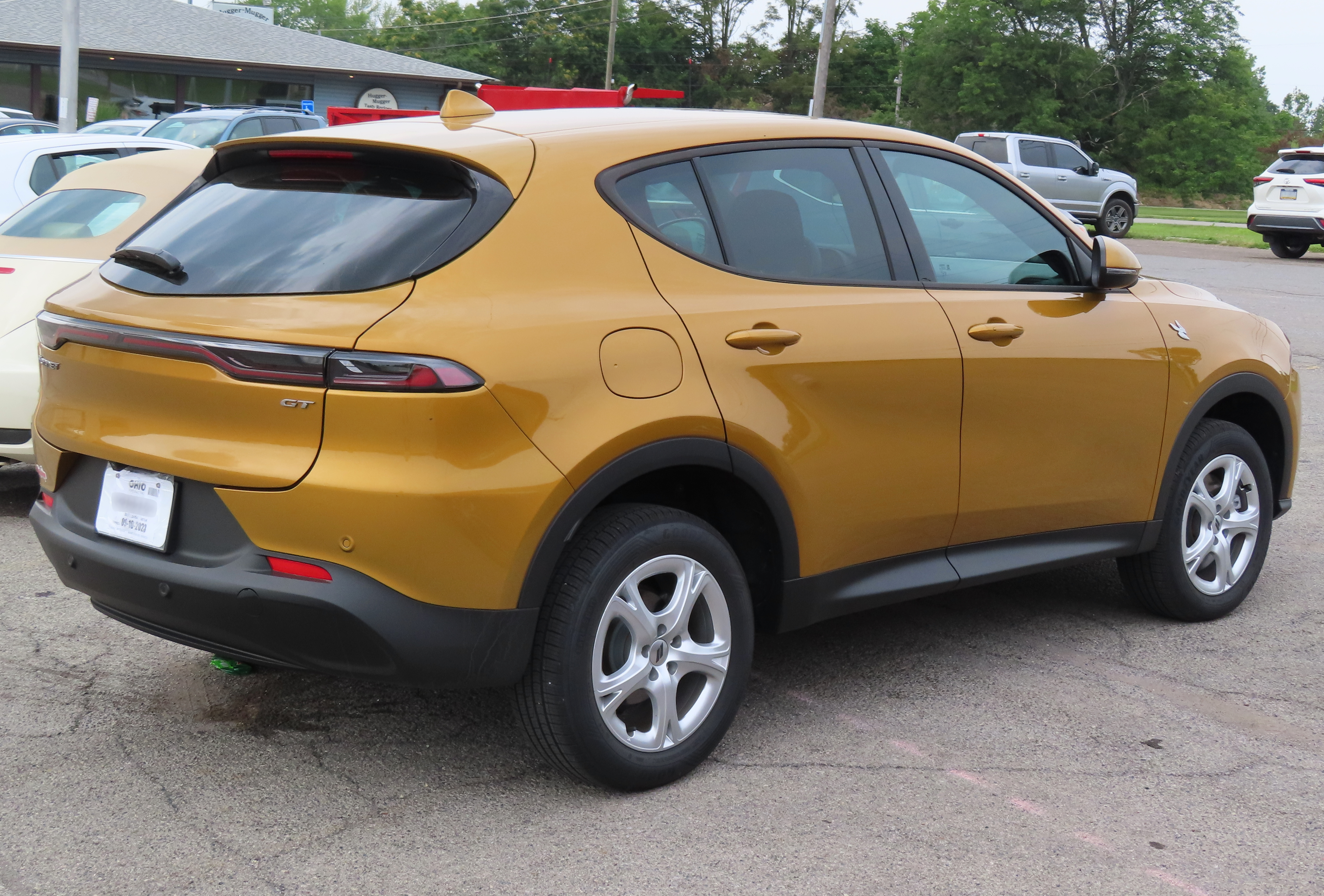
Achteraanzicht